# Гибина (Разкрижє)
Гибина (словен. Gibina) — поселення в общині Разкрижє, Помурський регіон, Словенія. Висота над рівнем моря: 174,4 м.